# De Berk (Rucphen)
De Berk is een buurtschap  in de gemeente Rucphen in de Nederlandse provincie Noord-Brabant. Het ligt een kilometer ten zuidoosten van St. Willebrord.
Dorpen: Rucphen · Schijf · St. Willebrord · Sprundel · Zegge

Buurtschappen: De Berk · De Dood · De Heiberg · De Posthoorn · De Schietbaan · Het Hoekske · Het Oosteind · Langendijk · Langeschouw · Munnikenheide · Nederheide · Nispense Achterhoek · Noordhoek · Steenpaal 

Noord-Brabant: Steden en dorpen      Nederland: Provincies · Gemeenten